# Substância negra

Substância negra indicada neste corte transversal do mesencéfalo

A substância negra ou substância nigra é uma porção heterogênea do mesencéfalo responsável pela produção de dopamina no cérebro. Possui papel importante na recompensa e vício.

## Estrutura
Apresenta uma convexidade anterior e uma concavidade posterior. Os seus neurónios apresentam um pigmento muito específico – a neuromelanina.
Pode ser subdividida em duas porções cujas conexões e neurotransmissores são distintos:
- Porção compacta – mais dorsal e constituída por células de tamanho médio e muito pigmentadas – células ricas em neuromelanina e que utilizam como neurotransmissor a dopamina e que vão ter conexões com os núcleos da base (essencialmente putamen e núcleo caudado) e formar o corpo estriado. As suas fibras são por isso designadas fibras dopaminérgicas nigroestriadas.
- Porção reticular – mais ventral e que é constituída por células menores e menos pigmentadas. Conexão preferencial com o tálamo e utilizam como neurotransmissor o GABA. Esta porção reticular tem continuidade anatómica com outro núcleo da base, mais especificamente com uma porção do núcleo lenticulado – o globo pálido.

## Patologia
A degeneração dos neurônios pigmentados nesta região é a principal causa da doença de Parkinson. Na maioria dos pacientes com Parkinson, a causa da morte destes neurônios produtores de dopamina é desconhecida.